# Tom Savini
Pour les articles homonymes, voir Savini.
Tom Savini est un maquilleur et auteur d'effets spéciaux, acteur et réalisateur, américain né le 3 novembre 1946 à Pittsburgh (Pennsylvanie). Il collabore longtemps avec George Romero.

## Biographie
Très tôt il se passionne pour la magie et autres arts de l'illusion. Par vocation (et après avoir visionné quelques films d'horreur), il rentre à la Carnegie Mellon University. Il fait des études à l'école de maquillage.
Tom Savini est ensuite enrôlé pour la guerre du Viêt Nam en tant que photographe de guerre. Il était avant son départ pressenti pour travailler pour George Romero sur le film La Nuit des morts-vivants.
Romero et Savini collaborent de nouveau ensemble et notamment sur le film Creepshow où ils sont épaulés et aidés par le romancier Stephen King. Ils réalisent à eux trois un film à sketchs, sanglant et original, aux dires des critiques.
Tom Savini participe en tant que maquilleur et dans sa carrière, à plus d'une vingtaine de films.
Savini est aussi acteur. Il a joué le rôle d'un pilleur d'un centre commercial dans le film de Romero Zombie.
En 1996, il joue un second rôle en interprétant Sex Machine dans le film Une nuit en enfer signé Quentin Tarantino pour le scénario et Robert Rodriguez pour la mise en scène.
Tom Savini est connu pour apparaître dans de nombreux films en tant que caméo sous l'apparence d'un motard avec une moustache épaisse.

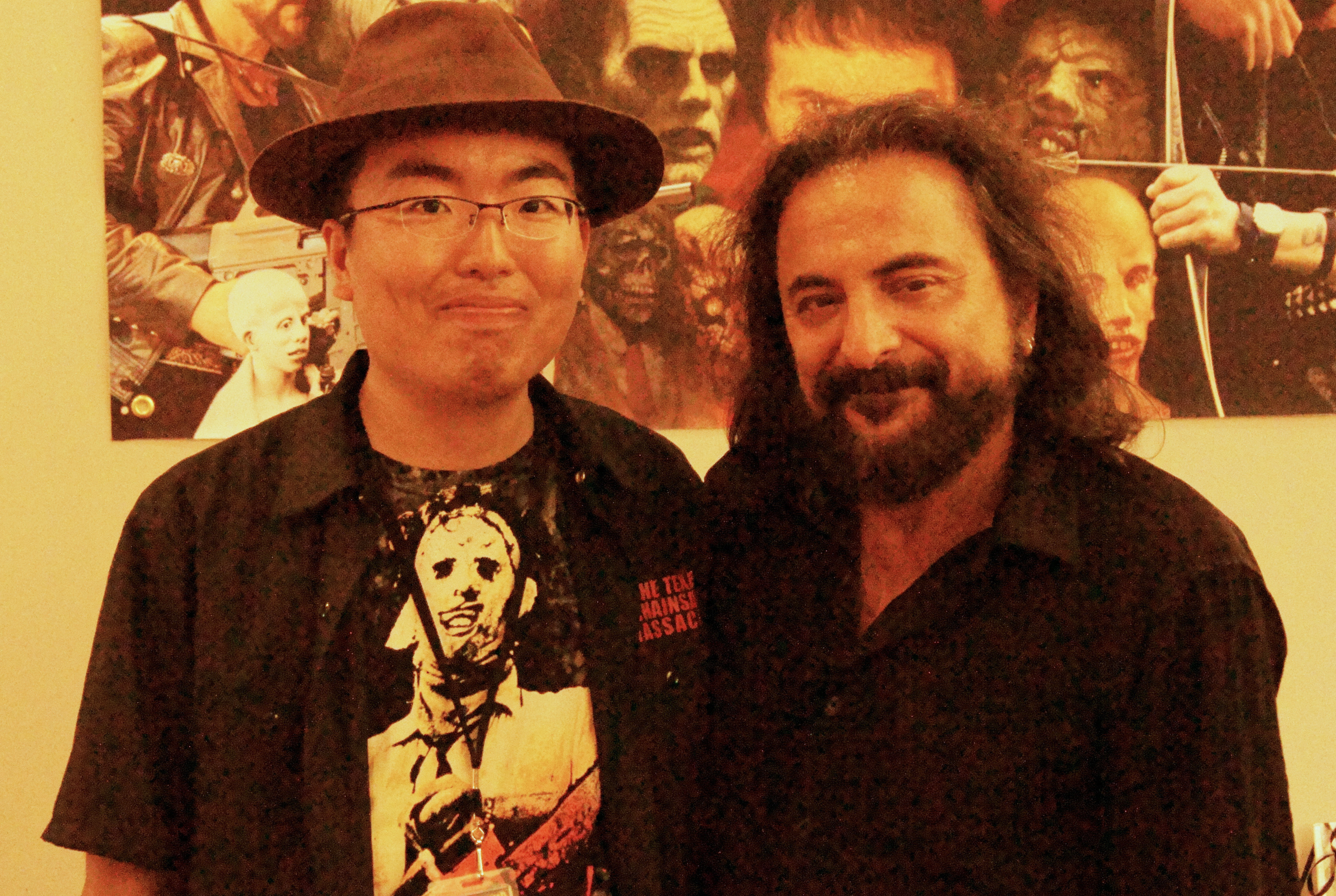
Tom Savini

## Filmographie

### Acteur
- 1977 : Martin de George Andrew Romero : Arthur
- 1978 : Zombie (Zombi / Dawn of the living dead) de George Andrew Romero : motard à la machette
- 1980 : Maniac de William Lustig : garçon dans discothèque
- 1981 : Knightriders de George Andrew Romero : Morgan
- 1982 : Creepshow de George Andrew Romero : éboueur
- 1985 : The Ripper
- 1987 : Creepshow 2 de Michael Gornick : The Creep
- 1996 : Une nuit en enfer (From dusk till dawn) de Robert Rodriguez : Sex Machine
- 1997 : Wishmaster de Robert Kurtzman : client dans la pharmacie
- 2001 : The Monster Man
- 2001 : Beyond the wall of sleep
- 2003 : Zombiegeddon (en)
- 2003 : L'Armée des morts (Dawn of the dead) de Zack Snyder : shérif Cahill
- 2005 : Le Territoire des morts (Land of the dead) de George Andrew Romero : zombie à la machette
- 2006 : The absence of light
- 2007 : Planète Terreur (Planet Terror) de Robert Rodriguez : shérif adjoint Tolo
- 2008 : Lost Boys 2 "The Tribe" (Generation Perdue 2) cameo
- 2008 : Zack & Miri tournent un porno (Zack and Miri Make a Porno) de Kevin Smith : Jenkins
- 2008 : Sea of Dust
- 2010 : The dead matter
- 2010 : Machete de Robert Rodriguez : Osiris Amanpour
- 2012 : The Sadist
- 2012 : Secondary heroes
- 2011 : The Theatre Bizarre : Dr. Maurey (segment "Wet Dreams")
- 2012 : Django Unchained de Quentin Tarantino : Cheney
- 2012 : Le Monde de Charlie de Stephen Chbosky : M. Callahan
- 2013 : Cool as Hell
- 2013 : The 4th Reich
- 2013 : Machete Kills de Robert Rodriguez : Osiris Amanpour
- 2016 : Une nuit en enfer, la série (From Dusk till Dawn: The Series) Burt (saison 3)
- 2020 : Locke and Key Locksmith.
- 2024 : Terrifier 3 : un homme au JT

### Réalisateur
- 1985 : Les Contes des Ténèbres (Tales From The Darkside)
- 1990 : La Nuit des morts vivants (The Night of the Living Dead)
- 2011 : Deadtime Stories
- 2011 : The Theatre Bizarre (segment Wet Dreams)

### Maquilleur
- 1974 : Le Mort-vivant (Dead of night)
- 1974 : Deranged (Deranged: Confessions of a Necrophile)
- 1977 : Martin
- 1978 : Zombie (Zombi / Dawn of the dead)
- 1980 : Vendredi 13 (Friday the 13th)
- 1980 : Maniac
- 1981 : Rosemary's Killer (The Prowler)
- 1981 : Carnage (The Burning)
- 1984 : Vendredi 13 : Chapitre final (Friday the 13th, the final chapter)
- 1986 : Le Jour des morts-vivants (Day of the Dead)
- 1986 : Massacre à la tronçonneuse 2 (The Texas Chainsaw Massacre 2)
- 1988 : Incidents de parcours (Monkey Shines)
- 1993 : Trauma
- 1994 : Killing Zoe
- 2004 : Family Portraits

### Effets spéciaux
- 1977 : Martin
- 1978 : Zombie (Zombi / Dawn of the dead)
- 1981 : Rosemary's Killer (The Prowler)
- 1984 : Vendredi 13 : Chapitre final (Friday the 13th, the final chapter)
- 1986 : Massacre à la tronçonneuse 2 (The Texas Chainsaw Massacre 2)
- 1986 : Le Jour des morts-vivants (Day of the Dead)

### Jeux vidéo
- 2013 : LocoCycle
- 2017 : Friday the 13th, le jeu